# اوزونیته
اوزونیته (به بلغاری: Uzunite) یک منطقهٔ مسکونی در بلغارستان است که در شهرستان گابروو واقع شده‌است.